# Ричард Монтанари
Ричард Монтанари (на английски: Richard Montanari) е американски журналист и писател на бестселъри в жанра трилър.

## Биография и творчество
Ричард Монтанари е роден на 6 декември 1952 г. в Кливланд, Охайо, САЩ, в италиано-американско семейство. Учи в университета „Case Western Reserve“ и Кливландския институт по изкуства, но не завършва. Предприема обширно пътуване в Европа. Известно време работи в Лондон, като продавач на дрехи на „Оксфорд Стрийт“ и на енциклопедии в Хемпстед Хийт. Завръща се в САЩ и започва да работи в семейния строителен бизнес в Кливланд в продължение на 5 години.
Строителството не му е присъщо и той решава да се насочи към писането и журналистиката. В продължение на над 10 години работи като журналист на свободна практика и има повече от 200 публикации на есета, профили, статии, филмова и литературна критика, в „Чикаго Трибюн“, „Детройт Фрий Прес“, „Сиатъл Таймс“, и много други издания.
Докато работи като журналист се насочва и към писането на трилъри. Първият му роман „Deviant Way“ от поредицата „Джак Парис“ е публикуван през 1995 г. Той става международен бестселър и през следващата година е удостоен с наградата „Online Mystery“ (OLMA) за най-добър първи криминален роман.
През 2005 г. излиза „Момичета с броеници“, първият трилър от емблематичната му поредица „Джесика Балзано и Кевин Бърн“. Главни герои в нея са инспекторът от „Отдел убийства“ към полицията във Филаделфия Кевин Бърн, печен ветеран с най-много разкрити убийства, и помощничката му Джесика Балзано, съвсем начинаеща полицайка. Тяхната работа е съсредоточена в разкриването на серийни убийства и неразкрити случаи.
Произведенията на писателя често са в списъците на бестселърите. Те са преведени на повече от 25 езика по света.
Ричард Монтанари живее в Кливланд.

## Произведения

### Самостоятелни романи
- The Violet Hour (1998) – с Ники Стела
- The Devil's Garden (2009)

### Серия „Джак Парис“ (Jack Paris)
1. Deviant Way (1995) – издаден и като „Don't Look Now“, награда „Online Mystery“
2. Kiss of Evil (2001)

### Серия „Джесика Балзано и Кевин Бърн“ (Jessica Balzano and Kevin Byrne)
1. Момичета с броеници, The Rosary Girls (2005)
2. The Skin Gods (2006)
3. Broken Angels (2007) – издаден и като „Merciless“
4. Play Dead (2008) – издаден и като „Badlands“
5. The Echo Man (2010)
6. The Killing Room (2012)
7. The Stolen Ones (2013)
8. The Doll Maker (2014)
9. A Christmas Killing (2014)